# Westinghouse Works, 1904
Westinghouse Works, 1904 je sbírka amerických krátkých němých filmů, které mají průměrnou délku asi tři minuty. Filmy byly pořízeny mezi 18. dubnem a 16. květnem 1904 v Pittsburghu v Pensylvánii a dokumentují různé výrobní závody průmyslového koncernu Westinghouse. Jejich tvůrcem je Billy Bitzer z American Mutoscope and Biograph Company, který je pravděpodobně vyrobil, aby je mohl vystavit na mezinárodní výstavě Louisiana Purchase Exposition, která se konala od 30. dubna do 1. prosince 1904 v St. Louis. Původně bylo vyrobeno nejméně 29 filmů, ale v současnosti je součástí sbírky, která je uložena v National Film Registry, která spadá pod Library of Congress, jen 21 snímků.

## Filmy
1. Assembling a generator, Westinghouse works
2. Assembling and testing turbines, Westinghouse works
3. Casting a guide box, Westinghouse works
4. Coil winding machines, Westinghouse works
5. Coil winding section E, Westinghouse works
6. Girls taking time checks, Westinghouse works
7. Girls winding armatures
8. Panorama exterior Westinghouse works
9. Panorama of Machine Co. aisle, Westinghouse works
10. Panorama view street car motor room
11. Panoramic view aisle B, Westinghouse works
12. Steam hammer, Westinghouse works
13. Steam whistle, Westinghouse works
14. Taping coils, Westinghouse works
15. Tapping a furnace, Westinghouse works
16. Testing a rotary, Westinghouse works
17. Testing large turbines, Westinghouse works
18. Welding the big ring
19. Westinghouse Air Brake Co. Westinghouse Co. works (casting scene)
20. Westinghouse Air Brake Co. Westinghouse Co. works (moulding scene)
21. Westinghouse Air Brake Co. Westinghouse works